# Ярмарка штата

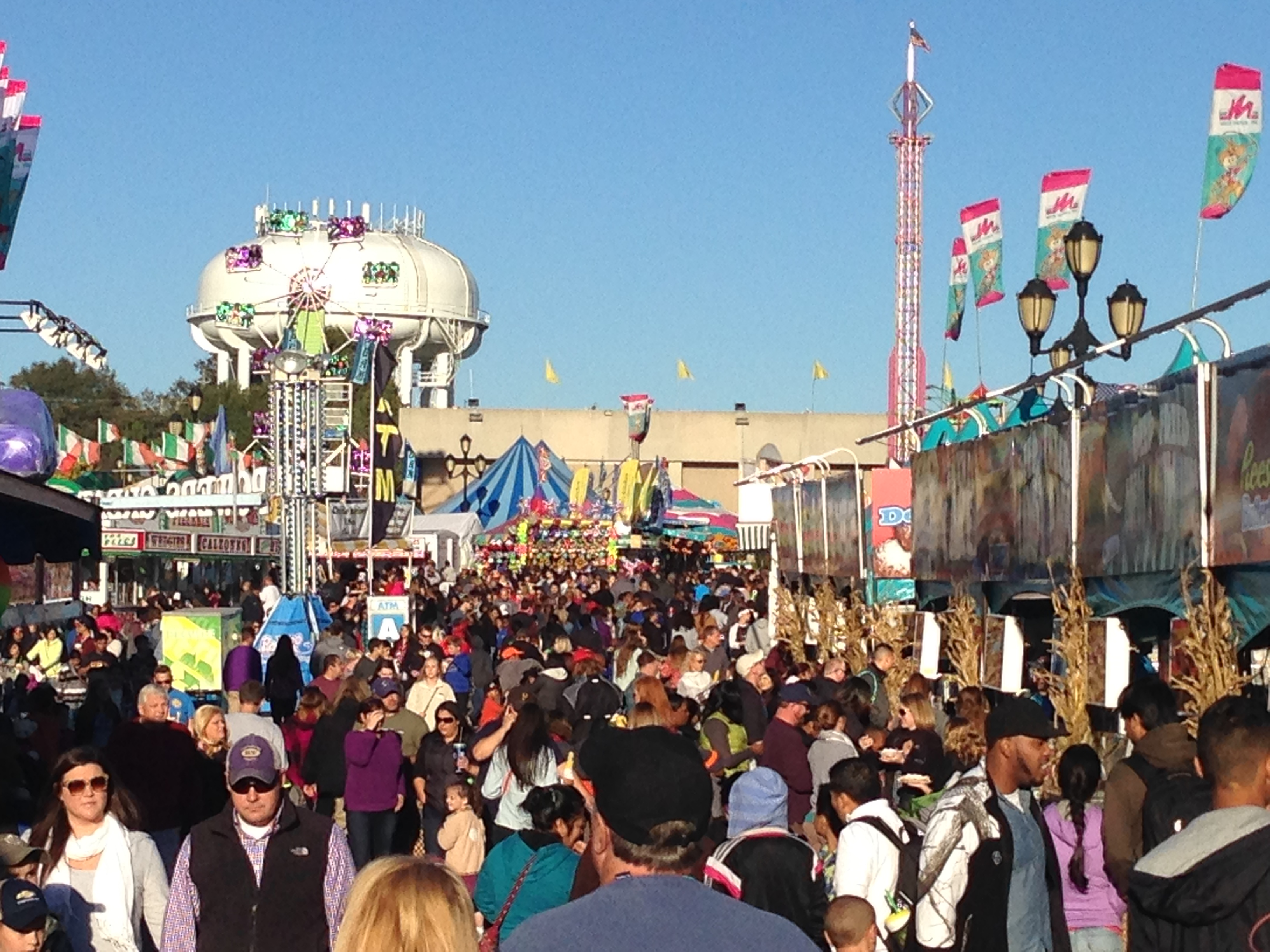
Ярмарка штата Северная Каролина, 2015

Ярмарка штата (англ. State fair) — ежегодное соревновательное и развлекательное мероприятие (ярмарка) в различных штатах США, обычно проводимое в конце лета или начале осени (обычно длятся немногим более недели и проводятся в период с августа по октябрь). Это более крупная версия окружной ярмарки (county fair, см. agricultural show), часто включающая только экспонаты или участников, победивших в своих категориях на более местных окружных ярмарках.
Ярмарки штатов начали проводиться  в XIX веке с целью продвижения сельского хозяйства штатов посредством конкурсных выставок домашнего скота и демонстрации сельскохозяйственной (фермерской) продукции. 
Первой в США Ярмаркой штата была ярмарка Нью-Йорка, проходившая в 1841 году в Сиракузах и проводящаяся ежегодно до настоящего времени; вторая Ярмарка штата состоялась в Детройте, штат Мичиган (там она проходила с 1849 по 2009 годы).
Как экономика США, эволюционировав от преимущественно аграрного к индустриальному обществу в XIX веке и, далее, к экономике услуг в XXI веке, современные подобные ярмарки расширились и стали включать карнавальные аттракционы и игры, демонстрацию промышленной продукции, автомобильные гонки (напр., Milwaukee Mile) и развлечения, такие как музыкальные концерты. 

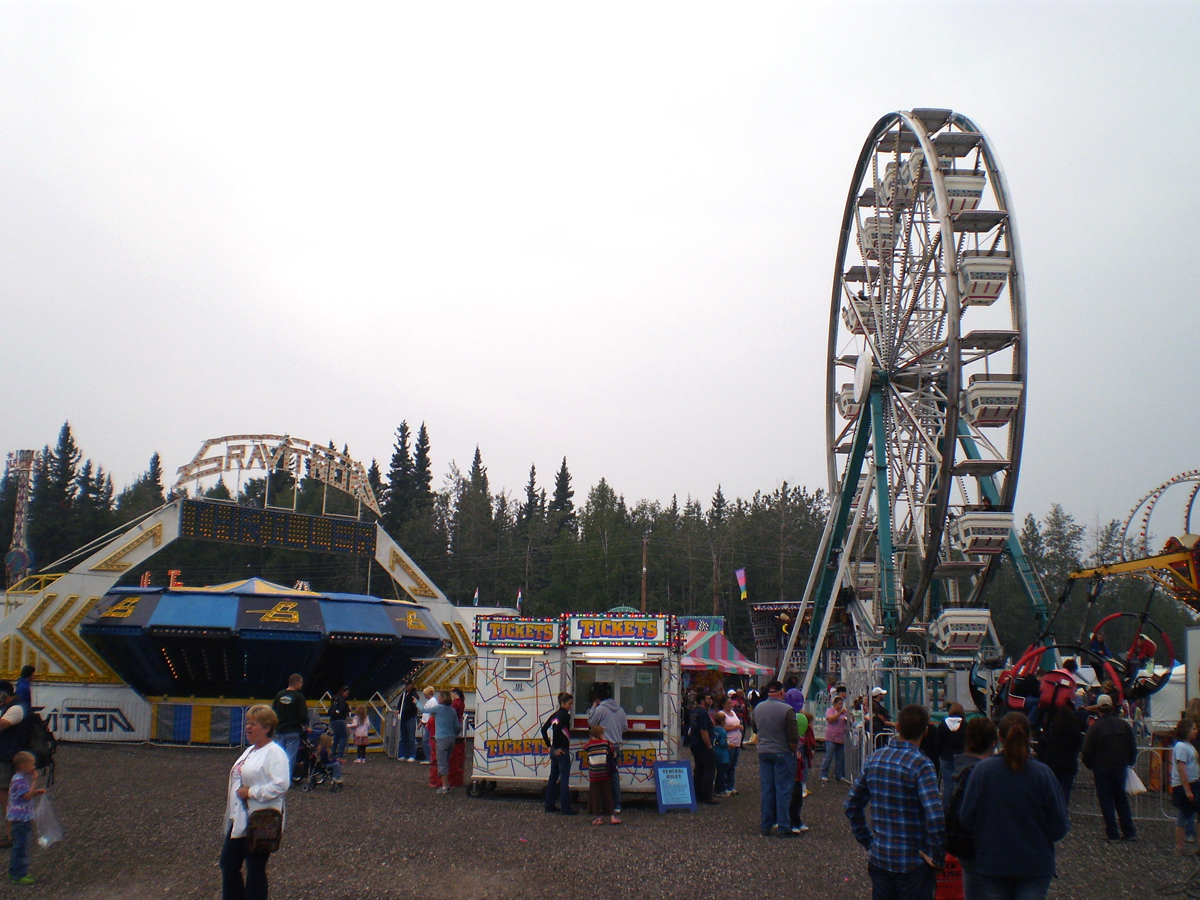
Tanana Valley State Fair в г. Фэрбанкс, Аляска (2009)

Крупные ярмарки могут принять более миллиона посетителей в течение недели или двух. В настоящее время некоторые ярмарки штатов посещает в среднем более 100 тыс. человек в день; самые популярные в стране ярмарки (Техасе, Миннесоте, Массачусетсе) ежегодно привлекают почти 2 миллиона посетителей.
Крупнейшие: 
- Ярмарка штата Техас (State Fair of Texas[англ.] в г. Даллас, штат Техас — 2 547 289 посетителей (2022)
- Ярмарка штата Миннесота (Minnesota State Fair[англ.] в г.	Фалькон-Хайтс, штат Миннесота[5] — 2 126 551 пос. (2019)
- Выставка восточных штатов[англ.] (The Eastern States Exposition, широко известная как «Большая Е» (The Big E), представляет собой объединенную ярмарку для всех шести штатов Новой Англии (Коннектикут, Мэн, Массачусетс, Нью-Гэмпшир, Род-Айленд и Вермонт). Во время ярмарки у каждого штата есть своя выделенная зона) в г.	Вест-Спрингфилд (West Springfield), Новая Англия — 1 629 527 пос. (2019)
- Ярмарка штата Миннесота New York State Fair[англ.], также известна как Great New York State Fair) в г. Сиракьюс, штат Нью-Йорк — 1 329 275 пос. (2019)
- Ярмарка штата Талса (Tulsa State Fair[англ.]) в г. Талса, штат Оклахома — 1 206 000 пос. (2016)
- Ярмарка штата Айова (Iowa State Fair[англ.])[6][7][8] — 1 130 260 пос. (2018)
- Ярмарка штата Вашингтон (Washington State Fair[англ.]) в г. Пьюаллуп, штат Вашингтон — 1 117 323 пос. (2012)
- Ярмарка штата Аризона (Arizona State Fair[англ.]) в г. Финикс, штат Аризона — 1 102 044 пос. (2015)
- Ярмарка штата Северная Каролина (North Carolina State Fair[англ.]) в г. Роли, штат Северная Каролина — 1 028 364 (2016)
- Ярмарка штата Висконсин (Wisconsin State Fair Park[англ.]) в г. Вест-Аллис (West Allis), штат Висконсин; 1 015 815 пос. (2016)[9]

также
- Ярмарка штата Калифорния (California Exposition and State Fair[англ.], в г. Сакраменто, штат Калифорния[10] — 673 237 пос. (2016)
- Ярмарка Нью-Мексико (New Mexico State Fair); 497 000 (2016)
- Флоридская ярмарка (Florida State Fair); 395 435 пос. (2016)

и др.
На ярмарках вручаются призы (синяя, красная, белая и т. д. ленты).
На нескольких таких ярмарках имеются свои собственные полицейские управления (police departments), в том числе: 
California Exposition and State Fair Police (на ярмарке штата Калифорния),
Iowa State Fair Police (на ярмарке штата Айова),
Minnesota State Fair Police Department (на ярмарке штата Миннесота), 
Wisconsin State Fair Park Police Department (на ярмарке штата Висконсин). 
Флоридская ярмарка (Florida State Fair); 395 435 пос. (2016)
Подобные ярмарки проводят и в Канаде (Provincial exhibitions in Canada), в провинциях Альберта, Онтарио, Манитоба и др.